# 조나 리
욘나 레(Jonna Lee, 1981년 10월 3일 ~ )는 스웨덴의 싱어송라이터이다.

## 음반 목록
- 10 Pieces, 10 Bruises (2007)
- This Is Jonna Lee (2009)
- Everyone Afraid to Be Forgotten (2018)
- Remember the Future (2019)